# For the Glory
For the Glory — глобальная стратегия, основанная на игре Europa Universalis II и её движке Europa Engine. Она была разработана студией Crystal Empire Games, в которую вошли участники команды «Alternative Grand Campaign / Event Exchange Project» (AGCEEP) по модификации Europa Universalis II, и выпущена Paradox Interactive. Об этом было объявлено 4 сентября 2009, а датой выпуска стало 10—11 ноября 2009. Игра доступна для игры на платформе Windows.
В For the Glory игрок в праве выбрать из более чем 190 наций, охвативших 1000 провинций по всему миру, и провести одну из них с 1399 по 1819 год, управляя её экономикой, войсками, политикой, научными разработками, исследованиями и колонизацией, религией и внутренней стабильностью. Она включает более чем 10 000 исторически достоверных событий и правителей.
Отзывы об игре оценили её захватывающий опыт в истории данного периода, улучшенную графику и усовершенствованный интерфейс (по сравнению с её прообразом Europa Universalis 2). Однако, проблемы со стабильностью многопользовательской игры, трудоёмкое управление и раздражающие звуковые эффекты подпортили впечатление..

## Игровой процесс
For the Glory — это стратегия в реальном времени. Игрок в состоянии поставить игру на паузу, увеличить или уменьшить скорость. В отличие от большинства стратегий в реальном времени, она не фокусируется на управлении армией, вместо этого игрок управляет экономикой, войсками, политикой, научными разработками, исследованиями и колонизацией, религией и внутренней стабильностью.
Главным аспектом For the Glory является управление внутренней политикой. Каждые десять лет, и при помощи внутриигровых событий, игрок может использовать бегунки, чтобы определять внутреннюю политику, которая влияет на игру. Балансирование бюджетом страны и удерживание инфляции под контролем — это другая важная игровая задача. Деньги используются для множества вещей, включая обслуживание армии, торговли и исследований. Также игрок может инвестировать средства в стабильность своей страны, а стабильность влияет практически на каждый аспект жизни нации. Низкая стабильность обычно является результатом внутриигровых действий, таких как объявление войны соседу без «казуса белли», и она также может зависеть от событий. Низкая стабильность означает, что армия и флот имеют больший шанс проиграть сражение из-за низкого морального духа; повышается риск возникновения восстаний; дипломатические действия становятся менее успешными; экспансия и основание колоний чаще заканчиваются неудачей.
Внешняя политика и взаимодействие с управляемыми компьютером нациями это другой значительный аспект For the Glory. ИИ игры стремится к балансу сил. Если игрок попытается быстро захватить территорию, его международная репутация подпортится, а другие нации скорее всего попытаются образовать альянсы против игрока. Кроме грубой силы есть другие методы расширения страны. Через дипломатию возможно вассализировать или аннексировать другие страны. Агрессивные действия всё ещё окажут воздействие на репутацию страны, но меньше, чем захват территории силой. Также «казус белли» уменьшает угрозу войны, снижая влияние на репутацию. «Казус белли» может появиться благодаря событиям или религиозным различиям, но игрок также может создать его при помощи дипломатии. Также игрок может влиять на своих соседей, а эффективность дипломатических действий определяется дипломатическими способностями правителя.
Сражения происходят в реальном времени, но игрок не имеет существенного контроля над ними. В случае, если напавшая сторона побеждает, то она начинает осаду крепости в провинции. Отряд, проигравший сражение, покидает провинцию. Как только игрок овладевает крепостью, он получает контроль над провинцией. Однако, в For the Glory оккупация не означает владение. Вместо этого соперник должен согласиться уступить территорию по мирному договору, и вероятность того, что он согласиться, зависит от того, как много территории контролирует игрок, и как хорошо его войска сражались.

## Разработка
For the Glory была разработана студией Crystal Empire Games, созданной в июне 2008 года после объявлении программы лицензирования движка Europa Engine компанией Paradox Interactive. Crystal Empire Games опирается на таланты со всего мира, а многие члены команды на протяжении многих лет были активны в сообществе Paradox Interactive, создавая модификации и инструменты для игр компании.
Интерфейс, графика и инструменты были улучшены и модернизированы по сравнению с Europa Universalis II. Также было увеличено число поддерживаемых разрешений.
Большое число новых деталей For the Glory теперь влияет на битвы, в том числе тип местности и погода. Теперь эти элементы также влияют на поражения от истощения. Погода всё ещё влияет на истощение кораблей, но флот игрока теперь автоматически отправляется в ближайший дружественный порт при угрозе затопления. ИИ теперь концентрируется на своих войсках, делая сражения против неигровых наций сложнее.
For the Glory включает тысячи новых событий, как случайных, так и исторических, большинство из которых являются специфическими для каждой страны. Это результат многих лет интенсивного исследования, проектирования и пост-разработки коллегиальной модификационной команды AGCEEP (Alternative Grand Campaign — Event Exchange Program) с форума Europa Universalis II.
Родившись из потребностей и креативности мод-сообщества EUII, For the Glory предсказуемо является пригодной для создания модификаций.

## Отзывы
| Сводный рейтинг     | Сводный рейтинг |
| Агрегатор           | Оценка          |
| ------------------- | --------------- |
| GameRankings        | 76,67 %         |
| Иноязычные издания  |                 |
| Издание             | Оценка          |
| GameSpot            | 7,5/10          |
| GamesRadar+         | 6/10            |
| PC Gamer (UK)       | 65/100          |
| Gamer Daily News    | 6/10            |
| LEVEL               | 70/100          |
| Armchair General    | 85/100          |
| Resolution Magazine | 6/10            |
| Play This Thing!    | Buy             |
| Game Vortex         | 90/100          |

For the Glory получила смешанные отзывы. Критики отметили её погружение в историю, улучшенную графику и интерфейс, и изобилие исторических событий как главную приманку для фанатов этой серии. В то же время, они привели склонный к падениям многопользовательский режим, несколько аспектов утомительного управления и раздражающие звуковые эффекты в качестве недостатков. Она была названа «усовершенствованием EU II…» и «…больше, чем мега-патч, но меньше, чем новая игра…»..
Несмотря на в высшей степени разочаровывающий многопользовательский режим, For the Glory удалось значительно улучшиться по сравнению с «Europa Universalis II». Визуальные усовершенствования, улучшенная панель инструментов, полезные иконки напоминаний и тысячи новых событий делают For the Glory лучше по сравнению с её предшественником. Разумеется, фанаты «EUII» должны немедленно приобрести её, а поклонники эпохи Возрождения и Наполеоновских завоеваний получат удовольствие. Однако, получив доступ к Europa Universalis III и её расширениям, Вы можете предпочесть пропустить For the Glory в угоду более стабильной и эстетически приятной игры. Если Вам нравится вкус исторических и псевдоисторических событий, For the Glory это игра для Вас.
Дэниел Шэннон
обзор For the Glory, Gamespot